# Јоханес IV
Јоханес IV (11. јул 1837 — 10. март 1889), рођен као Лиј Касај Мерча, био је етиопски цар од 1872. до своје смрти 1889. године.

## Биографија
Јоханес је рођен у Покрајини Ендерта као син Мерча, управитеља Покрајине Тембијен, и његове супруге Амате Селасије, кћери локалног дејазмача (нешто попут војводе) Димцу Дебаба од Ендерте, нећака моћног раса Волде Селасија од Ендерте. Јоханес је због своје прабаке Воркевохе Кале Кристос од Адве могао да утврди да и у њему тече соломонска крв (она је била унука раса Микаела Сехула. Јоханес се осећао следником Соломонске династије. И по очевој линији (такође по женским следницама), његова мајка била је потомак владарске породице из Тиграја касних 1970-их и почетком 1980-их.

## Успон до трона
Јоханес Касај, скренуо је пажњу на себе као дејазмач (заповедник војске), и заклети непријатељ цара Теводроса II. На политичку позорницу успео се кад је дао своју логистичку и политичку потпору британским снагама, које су упућене у Етиопију да свргну цара Теводроса 1868. године. Британци су му као награду за његову потпору, дали велик број модерног наоружања након свог повлачења, после победе у бици код Амба Мариама (знане и као Магдала). Добивено оружје му је помогло да стекне потпуну власт над покрајином Тиграј. Тако је постао један од три најмоћнија владара Етиопије. Друга двојица били су Вагшум Гобезе владар Ласте и будући цар Текле Георгис II, те краљ Менелик, владар Шое будући цар Менелик II. Сва тројица желела су да постану цареви, а једнако тако тврдили су да су директни крвни следници Соломонске династије. Ривалство с Вагшумом Гобезеом за Јоханеса Касаја било је посебно неугодно, јер је његова сестра Динкинеш Мерча, била је удана за Вагшума Гобезеа.
Вагшум Гобезе прогласио се царем 1868. године као Текле Георгис II од Етиопије у Сокоти, на територији којом је владао у Вагу. Како је Абуна Етиопске оријентално-православне цркве умро непосредно пре његова проглашења, није било никог тко би га могао да га окруни за цара, а ни Јоханес Касај није хтео да призна свог шогора за цара.
Текле Георгис II, након што је осигурао подршку Адала од Гоџама и краља Менелика од Шое, напао је Тиграј 1871. године, желећи покорити Јоханеса Касаја. Касај га је поразио и заробио у бици код Авде 11. јула 1871, ослањајући се на бројно британско наоружање и добру обуку својих војника. Цар Текле Георгис II умро је следеће године у Касајевом заробљеништву. Након његове смрти, његова удовица, царица Динкинеш Мерча (сестра Јоханеса Касаја), преселила се на двор у Мекеле и наставила да живи уз све почасти царског наслова.
Јоханес Касај се дуго припремао за своје царско устоличење, платио је коптском патријарху Александрије да пошаље новог Абуну Етиопске православне цркве у замену за преминулог Абуна Салама III. Патријарх Кирил V Александријски у јуну 1869. послао је новог Абуну Ататевоса.
Затим је 12. јануара 1872, Абуна Ататевос окрунио за цара Етиопије Јоханеса Касаја у граду Аксуму, као првог након легендарног Фасилидеса Етиопског (1632—1667).

## Рат с османским Египтом
Током целе своје владавине Јоханес IV био је заузет ратовима на својим северним границама. Првобитно је ратовао с Египатским кедивом Исмаил Пашом, који је желео да овлада целим сливом реке Нил. Египћани су првобитно потицали Менелика, владара Шое, против Јоханеса IV, али се и он окренуо од њих и схватио да су му непријатељи након што су они из луке Зејла навалили и окупирали град Харар 11. октобра 1875. године. И он је попут цара Јоханеса IV држао Харар саставним делом Етиопије и то је сматрао незаконитим комадањем сопствене земље. Египћани су тад пожелели да проше своју власт из обалног појаса на унутрашњост Етиопије. У прво време је Јоханес IV молио Британце да некако зауставе свог египатског савезника, па се чак и намерно повлачио да покаже да је жртва, а кедив агресор. Напослетку је схватио да Британци неће да предузму ништа, па је окупио своју војску и кренуо усусрет египатским снагама.
Две војске сукобиле су се у бици код Гундата (који се зове и Гуда-Гуде) у јутарњим часовима 16. новембра 1875, Јоханес IV заузео је положаје и сачекао египатску војску, која је сама упала у замку. Они су у збијеним пешачим колонама ушли у уску котлину, а тада је етиопска артиљерија са околних планина отворило ватру на њих и уништила готово целу египатску војску, заједно са бројним европским и америчким официрима-инструкторима. У Египту се о овом поразу ћутало из страха да би то могло да угрози кедивову власт.
Египћани су нато послали нове снаге желећи се осветити за пораз код Гундата. Поновно их је пресрео царЈоханес IV и уз помоћ свог способног заповедника Алула Енгида, поразио у бици код Гура (7-9. март 1876). Након те победе, Менелик се дефинитивно приклонио Јоханесу IV и признао његову власт. Јоханес је заузврат признао Менелику његово наследно право на титулу краља од Шое (чак га је лично окрунио).
Две породице су своје савезништво поткрепиле женидбом. Кћер краља Менелика, Заудита, удала се за сина Јоханеса IV, Араја Јоханеса Селасија.
Након тих сјајних победа и консолидације власти, цар Јоханес сазвао је Црквени сабор Етиопске цркве у Бора Меду 1878. године. На том скупу су коначно закључени теолошки спорови у локалној цркви. Хришћанима, муслиманима и многобошцима дати су рокови прилагодбе одлукама црквеног сабора. Свим не-хришћанима забрањено је било какво учествовање у власти, осим ако не пређу на хришћанство. Муслиманима је дат рок од три месеца, а требало је да многобошци крштење обаве одмах. Јоханес је прислио Менелика да протера све католичке мисионаре из Шое.
Предузео је још један радикални потез, затражио је од патријарха Кирила Александријског да му због повећаног броја верника пошаље четири, а не као дотад једног епископа. Они су стигли у Етиопију 1881, на челу с Абуном Петросом као патријархом Етиопије, Абуна Матевос био је одређен за Шоу, Абуна Лукас за Гоџам, а Абуна Маркос за Гондар. Абуна Маркос је убрзо умро, тако да је његова епископија била прикључена оној Абуне Ататевоса.

## Рат са Суданом
Након што се Мухамед Ахмад прогласио Махдијем, у Судану је избила дуга и врло насилна побуна. Његови следбеници убрзо су преузели власт у целом Судану и одсекли одступнице египатском гарнизону. Због тога су Британци затражили да Јоханес IV дозволи да се египатски гарнизон повуче преко Етиопије. Цар је на то пристао, али је тиме на себе навукао бес Махдијеваца, који су навалили на Етиопију. Они су поразили Рас Алула у бици код Куфита, 23. септембра 1885. године. Отприлике у исто време, Италија је преузела контролу над абисинском луком Масава и тиме увећала етиопске проблеме.
Спољним проблемима придружили су се и домаћи, када су се побунили владари Гоџама и Шое. Јоханес је брутално угушио побуну у Гоџаму, али пре него што је успео да стигне до Шое. Њу су већ похарале снаге Махдија (они су тад опљачкали и спалили Гондар). Због тога се цар спремио на ратни поход у Гоџам усусрет Махдијевцима.

## Смрт
Јохаес IV погинуо је у борби с наследником Махдија, Абдулахом ибн Мухамедом за време битке код Галабата 9. марта 1889. године. Смртно га је ранио Махдијски снајпериста. Његови саборци однели су га у његов шатор, где је преминуо након једног часа. Његова смрт поколебала је морал етиопске војске, која је дотад готово сломила Махдијевце. Смрт цара деловала је поразно и етиопска војска се након тога разбежала паници. Махдијевци су се докопали тела Јоханеса IV, те су га однели са собом у Омдурман. Главу су му набили на колац и изложили је као симбол своје победе над неверницима.
Након смрти Јоханеса IV настала је борба за власт. Једна група тиграјских првака хтела је да царско место наследи његов син Јоханес Менгеша. Други бројни царски рођаци нису хтели Менгешу. Нису га чак држали за његова законитог сина, већ само за нећака. Тако је Тиграј ускоро постао поприште жестоких борби. То је искористио краљ Шое, Менелик, који се ускоро устоличио као цар Менелик II. С друге стране, дану прилику у Тиграју искористили су и Италијани који су заузели Хамасиен, Након тога, утицај тиграњаца у етиопској централној власти битно је опао. Потомци Јонанеса IV владали су Тиграјем као наследни кнезови све до пада монархије 1974. године.